# Enrique Carrión Ordóñez
Enrique Carrión Ordoñez fue académico de la Academia Peruana de la Lengua. Su ingreso se dio el 21 de abril de 1983, en el que presentó un discurso titulado "Compilaciones de Peruanismos Anteriores a Juan de Arona". 
Se dedicó mucho a la enseñanza del español. 

## Obras publicadas
Libros
- La lengua en un texto de la Ilustración. Lima: Pontifica Universidad Católica del Perú, Fondo Editorial, 1983. Paris, 1863, 554 p.

Artículos
- La política lingüística en el Perú contemporáneo: notas bibliográficas. Lima: Pontificia Universidad Católica del Perú, 1985, p. [133]-195.
- Mariano Melgar. Lima: Brasa, 1995, 126 p.
- Términos de origen onomástico en la descripción del "Judío anónimo portugués" (Pedro de León Portocarrero). Boletín de la Academia Peruana de la Lengua, No. 24, 1994, p.37-68.
- Marmontel y Bausate. Histórica / Pontificia Universidad Católica del Perú, Vol. 16, no. 2, 1992, p. 295-303.
- La lengua española en el ámbito geográfico nacional: métodos, antecedentes y perspectivas de la investigación. Boletín de la Academia Peruana de la Lengua, No. 20, 1985, p. 65-86.
- Frutos de la educación, ¿o de la política?. Revista de la Universidad Católica. Nueva serie, No. 11-12, 1982, p.71-90.
- La formación del léxico en la Región Andina III: Jagüey, Jaguay, Jagüel. Lima : [s.n.], 1981, p. 53-64.
- El léxico español en la región andina : soroche y afines. Lima : Pontificia Universidad Católica del Perú, 1977, p. 137-150.
- Bibliografía del español en el Perú / Enrique Carrión Ordóñez, Tilberg Diego Stegmann. Tübingen : Max Niemeyer Verlag, 1973, xiii, 274 p.
- Bio-bibliografías peruanas : nómina provisional. Lima, p. 5-40.
- Pereira y el Perú. Lima, 1964, 202 p.
- Imitaciones peruanas de una glosa gongorina. Limap, p. [210]-215.
- De lo literario en el ocaso colonial. Libro de homenaje a Aurelio Miró Quesada Sosa / Estuardo Núñez H., ed. -- Vol. 1 -- Lima : P.L. Villanueva, 1987, p. 237-248.
- Amado Alonso y el español de América: la base del español del nuevo mundo. Boletín de la Academia Peruana de la Lengua, No. 27, 1996, p. 9-28.
- Actualización del vocabulario nacional. Brújula/ Pontificia Universidad Católica del Perú,  Año 6, no. 9, 2005, p. 34-36.
- Mi afición a la historia. Revista histórica, tomo 41 (2002-2004), p. 29-35.
- Un vocabulario inédito de palabras en la Arequipa de Melgar. Boletín de la Academia Peruana de la Lengua -- No. 10 (1975), p. 69-80.
- Imitaciones peruanas de una glosa gongorina. Sphinx, No. 15, 2a época (1962), p. 209-214.
- Ecos de Calderón en América. Sinopsis, Año 19, no. 35-36, 1999, p. 17-19.
- Hispanismos en el jacaru. Boletín de la Academia Peruana de la Lengua, No. 25, 1995, p. 109-116.
- Un enigma etimológico : estólica. Lexis : revista de lingüística y literatura, Vol. 21, no. 1 (Jul. 1997), p.139-143.
- Los orígenes del castellano en América: dogmas, confusiones, hipótesis y perspectivas. Alma mater, No. 12 (Dic. 1996), p. 48-57.

Varios
- Enrique Carrión Ordóñez: Profesor emérito del Departamento Académico de Humanidades. Lima: PUCP. Archivo de la Universidad, 2001.